# Empreintes des vainqueurs
Les empreintes des vainqueurs constituent un ensemble de plaques en bronze situées dans le centre de la ville du Mans et insérées sur la voirie piétonne afin d'honorer les vainqueurs des 24 Heures du Mans, sur le modèle du Walk of Fame d'Hollywood.

## Description
Lancées en 1991, elles comportent le nom de la ou des personnalités honorées, l'année concernée, les empreintes, ainsi que qu'un fac-similé de sa signature.
La forme est inspirée d'une roue en opposition avec les étoiles du célèbre Walk of Fame américain. Chacun peut acquérir l'inscription de son nom sur un des pavés entourant une des sculptures.
Chaque année, quelques jours avant la célèbre course, lors d'une cérémonie qui sert de prélude, est inauguré une nouvelle plaque aux noms des vainqueurs de l'année précédente,.
En 2011 pour le 20e anniversaire, ce sont vingt plaques qui sont inaugurées dans les rues du quartier Saint Nicolas du Mans,.
Michel Vaillant a lui aussi sa plaque parmi celles des pilotes bien réels.
En 2019 la majorité de ces plaques sont déposées pour permettre la rénovation des rues. Leur remontage est réalisé entre la gare et le square Bollée situé avenue du général Leclerc pour les cérémonies du centenaire en 2023,,.

## Personnalités honorées
Au 31 juillet 2023, ce sont plus de 80 pilotes qui sont honorés sur 47 plaques de trois types différents.
| Maurice Trintignant                                     |  | 1954                          |
| Paul Frère                                              |  | 1960                          |
| Jacky Ickx                                              |  | 1969-1975-1976-1977-1981-1982 |
| Henri Pescarolo                                         |  | 1972-1973-1974-1984           |
| Derek Bell                                              |  | 1975-1981-1982-1986-1987      |
| Jürgen Barth                                            |  | 1977                          |
| Jean-Pierre Jaussaud                                    |  | 1978-1980                     |
| Vern Schuppan                                           |  | 1983                          |
| Hans Stuck                                              |  | 1986-1987                     |
| Andy Wallace                                            |  | 1988                          |
| Johnny Dumfries                                         |  | 1988                          |
| Stanley Dickens                                         |  | 1989                          |
| John Nielsen                                            |  | 1989                          |
| Jochen Mass                                             |  | 1990                          |
| Bertrand Gachot, Johnny Herbert, Volker Weidler         |  | 1991                          |
| Mark Blundell, Derek Warwick, Yannick Dalmas            |  | 1992                          |
| Christophe Bouchut, Éric Hélary, Geoff Brabham          |  | 1993                          |
| Mauro Baldi, Hurley Haywood, Yannick Dalmas             |  | 1994                          |
| Yannick Dalmas, Jyrki Järvilehto, Masanori Sekiya       |  | 1995                          |
| Manuel Reuter, Davy Jones, Alexander Wurz               |  | 1996                          |
| Stefan Johansson, Tom Kristensen, Michele Alboreto      |  | 1997                          |
| Allan McNish, Stéphane Ortelli, Laurent Aïello          |  | 1998                          |
| Pierluigi Martini, Yannick Dalmas, Joachim Winkelhock   |  | 1999                          |
| Emanuele Pirro, Tom Kristensen, Frank Biela             |  | 2000                          |
| Emanuele Pirro, Tom Kristensen, Frank Biela             |  | 2001                          |
| Frank Biela, Tom Kristensen, Emanuele Pirro             |  | 2002                          |
| Rinaldo Capello, Guy Smith, Tom Kristensen              |  | 2003                          |
| Rinaldo Capello, Tom Kristensen, Seiji Ara              |  | 2004                          |
| Jyrki Järvilehto, Tom Kristensen, Marco Werner          |  | 2005                          |
| Marco Werner, Emanuele Pirro, Frank Biela               |  | 2006                          |
| Emanuele Pirro, Frank Biela, Marco Werner               |  | 2007                          |
| Rinaldo Capello, Tom Kristensen, Allan McNish           |  | 2008                          |
| David Brabham, Alexander Wurz, Marc Gené                |  | 2009                          |
| Romain Dumas, Timo Bernhard, Mike Rockenfeller          |  | 2010                          |
| Marcel Fässler, Benoît Tréluyer, André Lotterer         |  | 2011                          |
| André Lotterer, Benoît Tréluyer, Marcel Fässler         |  | 2012                          |
| Loïc Duval, Tom Kristensen, Allan McNish                |  | 2013                          |
| Benoît Tréluyer, André Lotterer, Marcel Fässler         |  | 2014                          |
| Nick Tandy, Nico Hülkenberg, Earl Bamber                |  | 2015                          |
| Marc Lieb, Romain Dumas, Neel Jani                      |  | 2016                          |
| Timo Bernhard, Brendon Hartley, Earl Bamber             |  | 2017                          |
| Sébastien Buemi, Fernando Alonso, Kazuki Nakajima       |  | 2018                          |
| Sébastien Buemi, Fernando Alonso, Kazuki Nakajima       |  | 2019                          |
| Brendon Hartley, Kazuki Nakajima, Sébastien Buemi       |  | 2020                          |
| José María López, Mike Conway, Kamui Kobayashi          |  | 2021                          |
| Sébastien Buemi, Brendon Hartley, Ryō Hirakawa          |  | 2022                          |
| Alessandro Pier Guidi, James Calado, Antonio Giovinazzi |  | 2023                          |
| Antonio Fuoco, Nicklas Nielsen, Miguel Molina           |  | 2024                          |

## Galerie

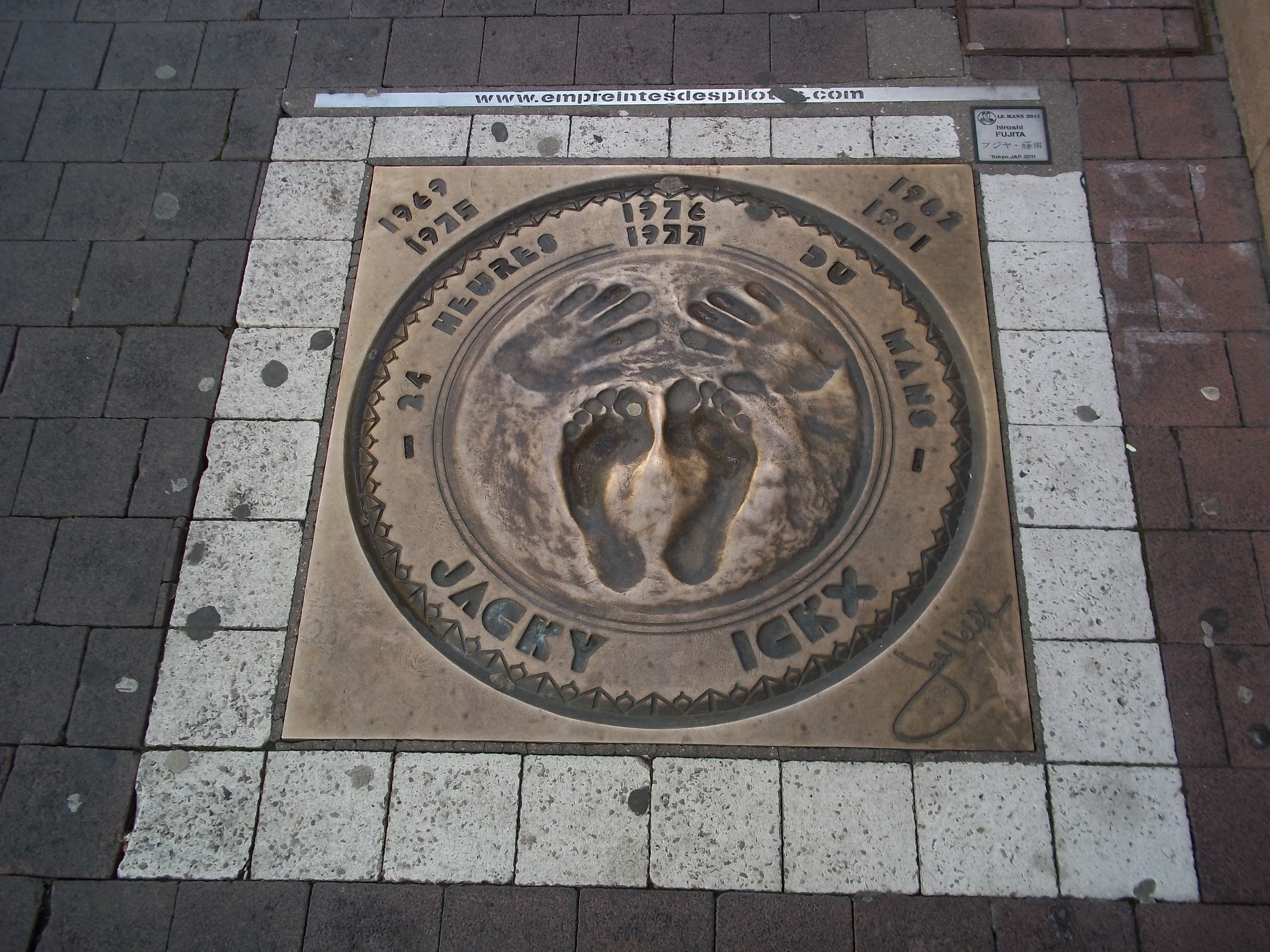
Jacky Ickx.
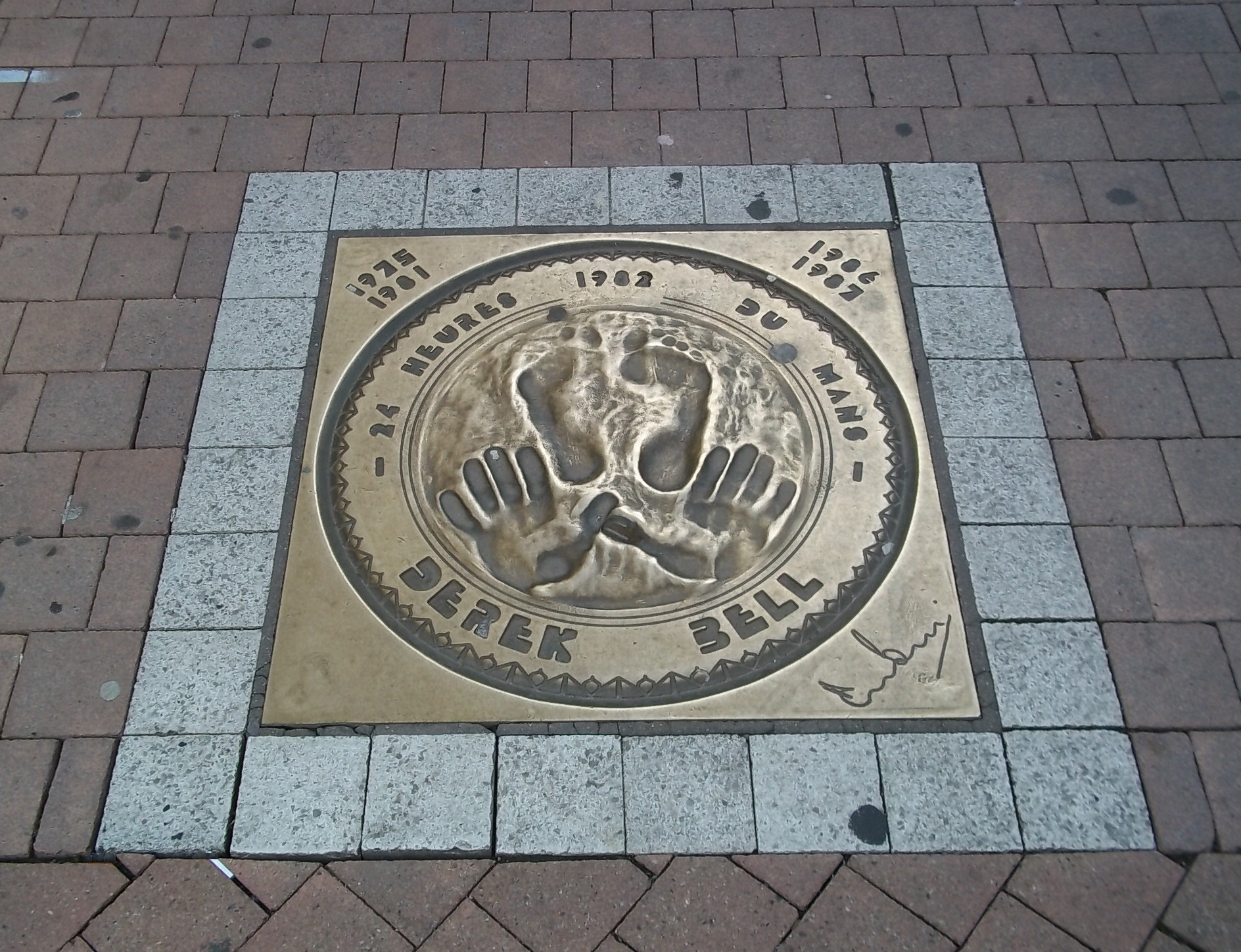
Derek Bell.
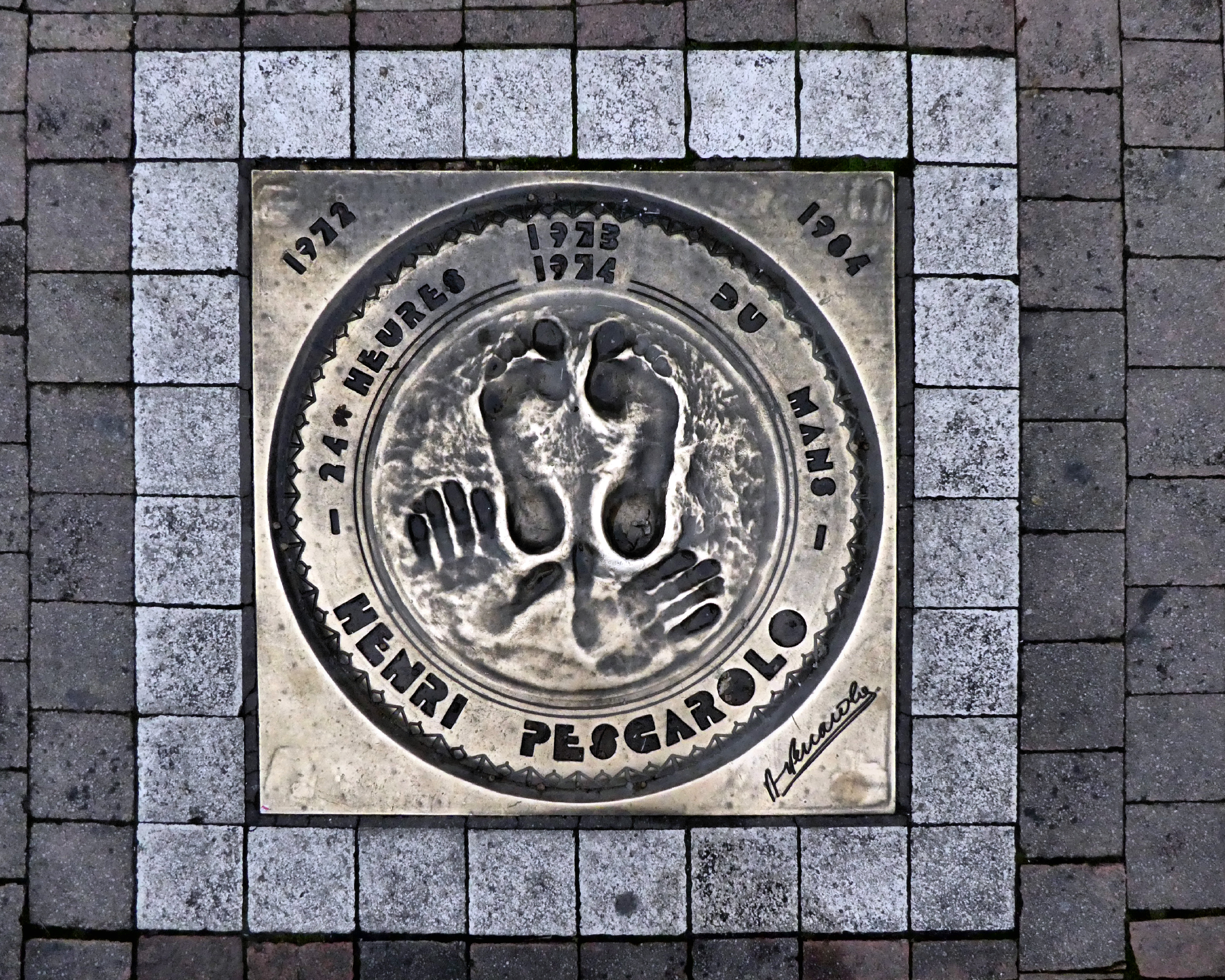
Henri Pescarolo.
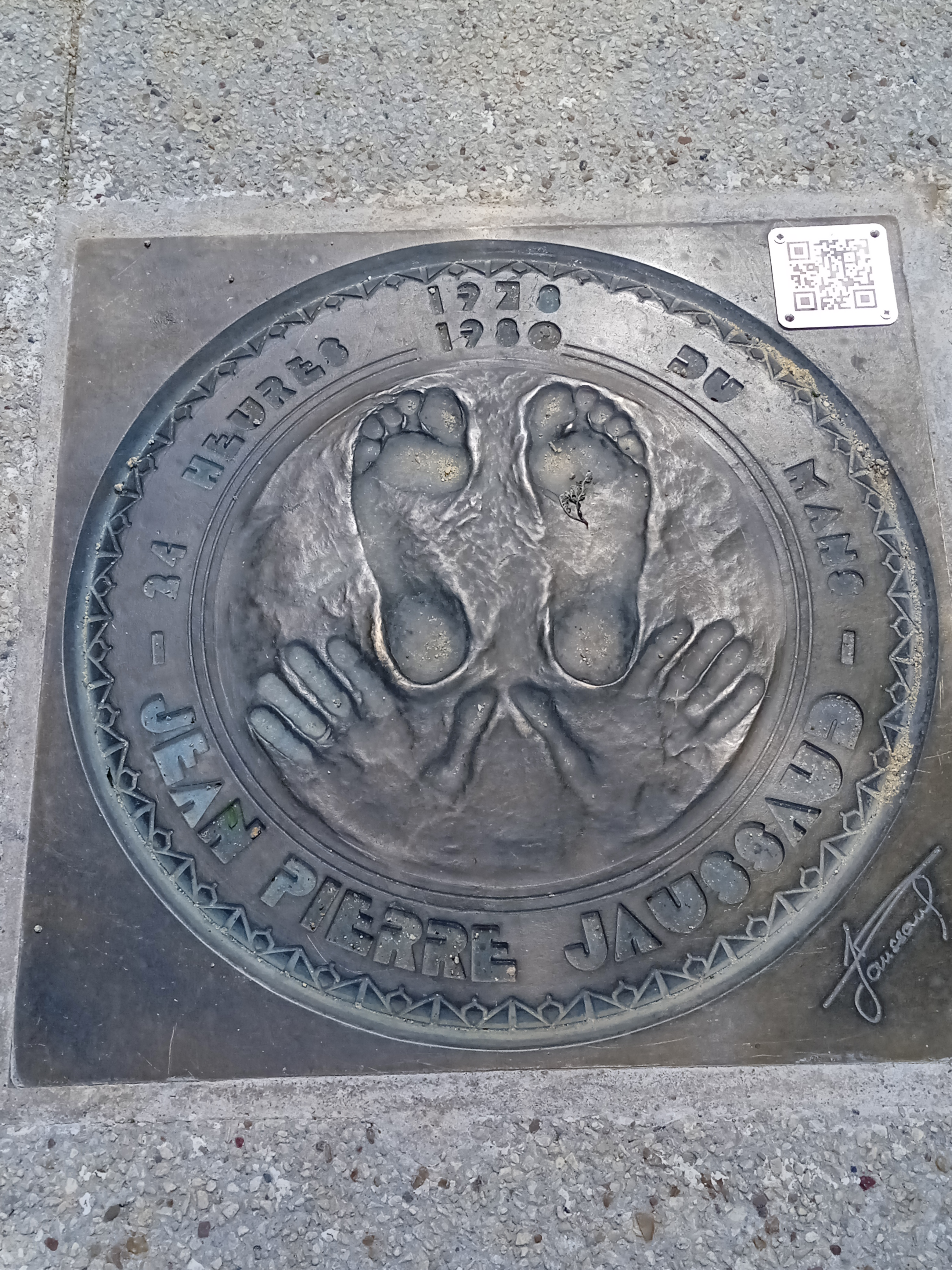
Jean-Pierre Jaussaud
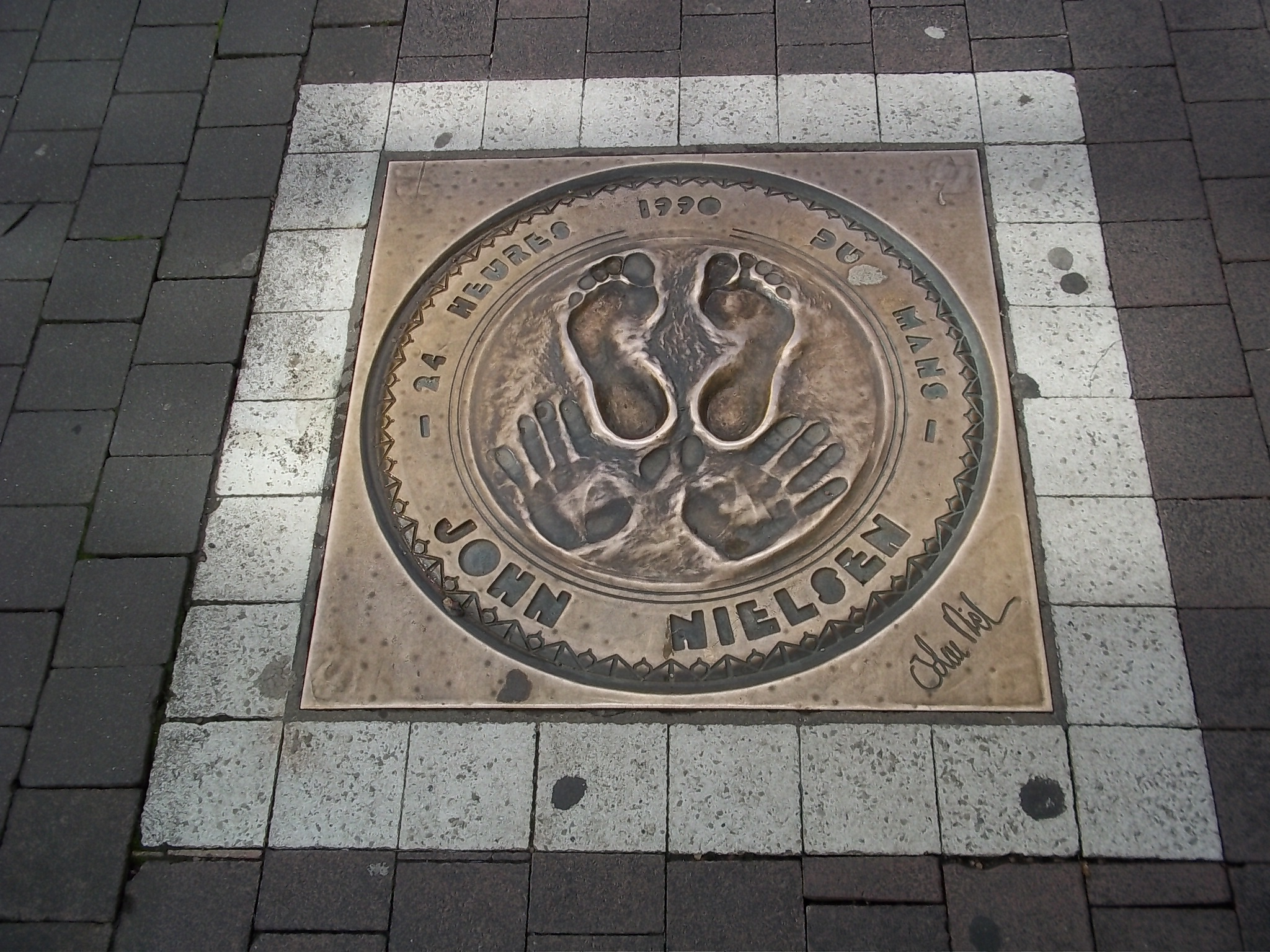
John Nielsen.
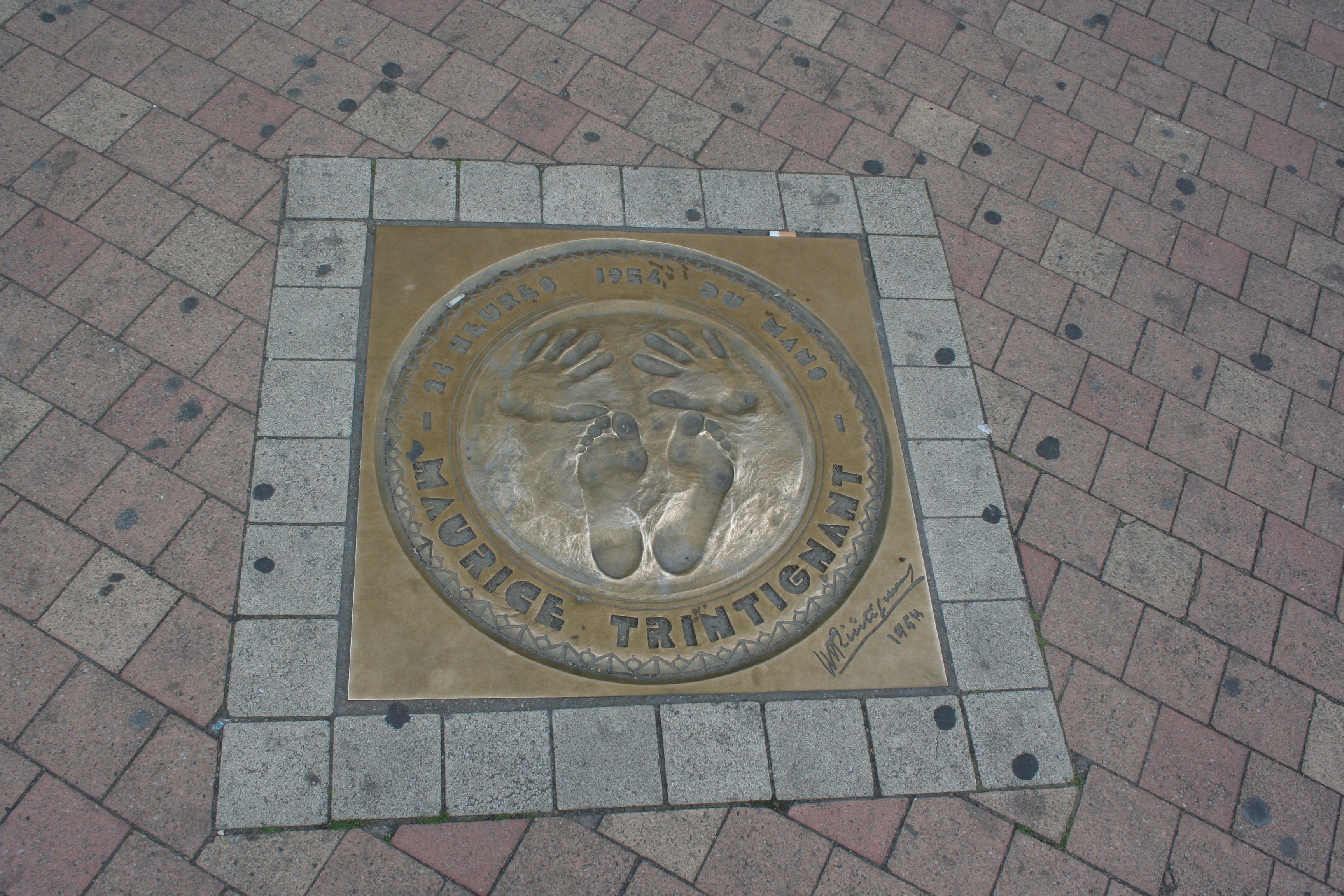
Maurice Trintignant.
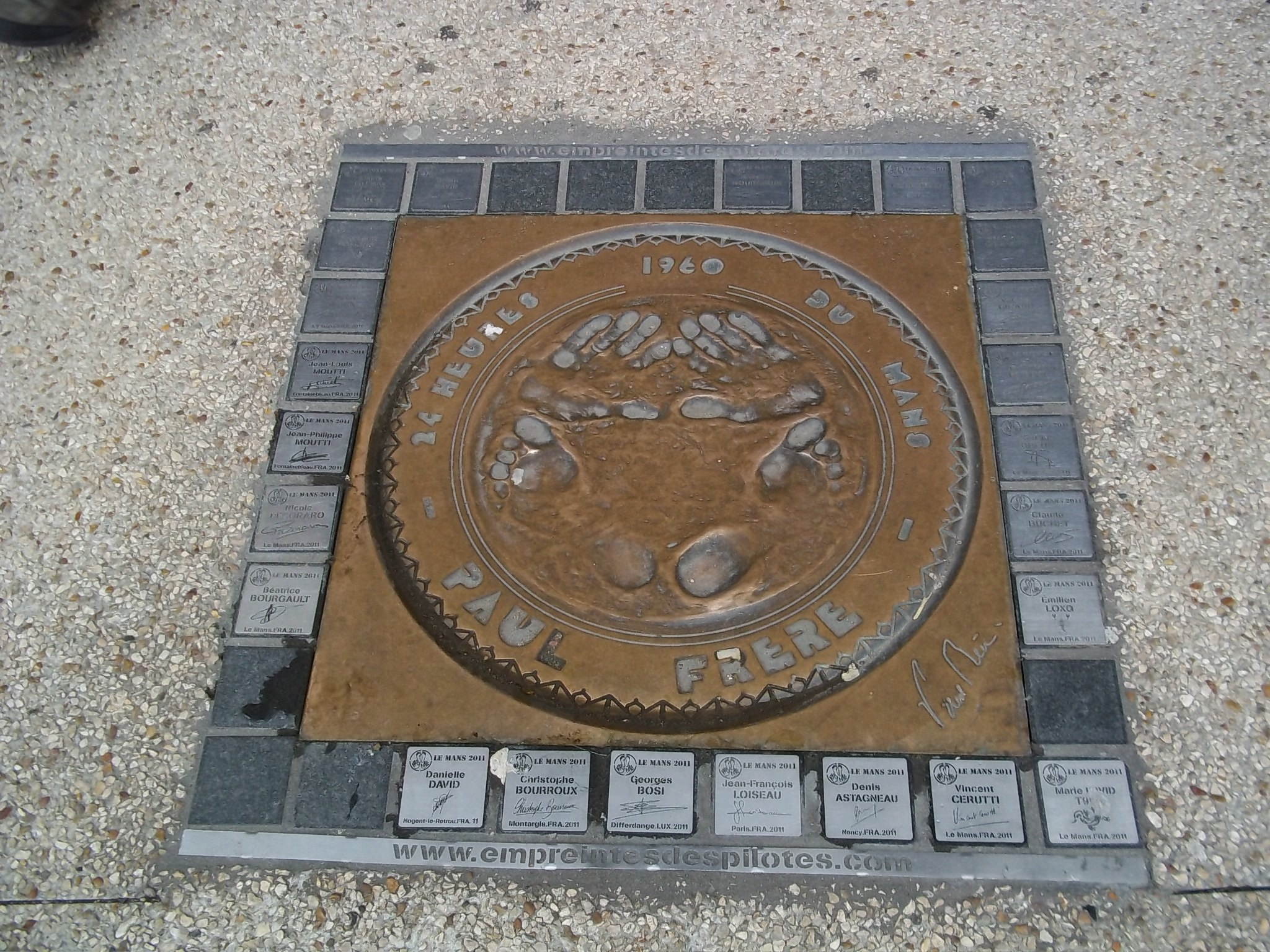
Paul Frère.
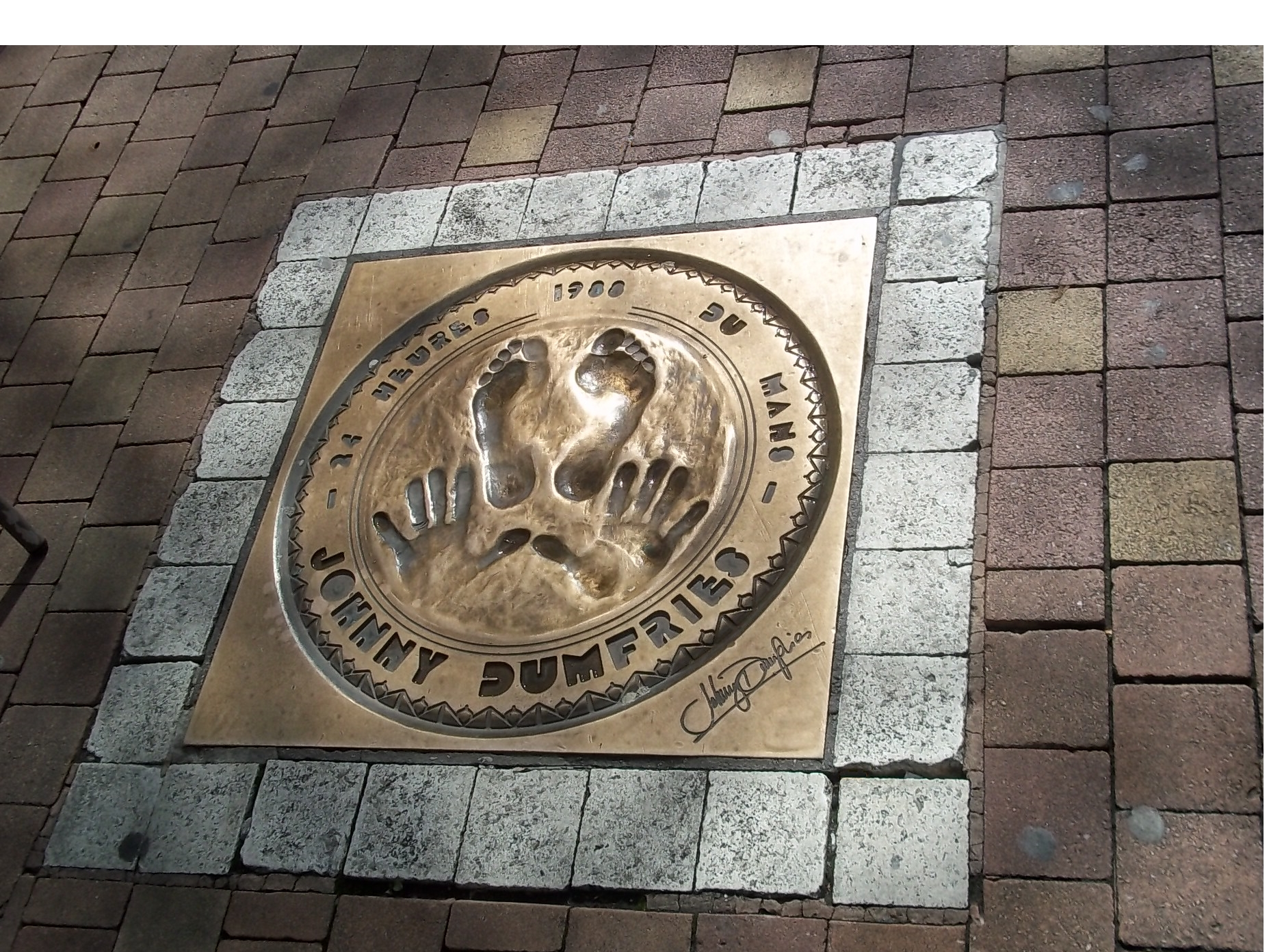
Johnny Dumfries.
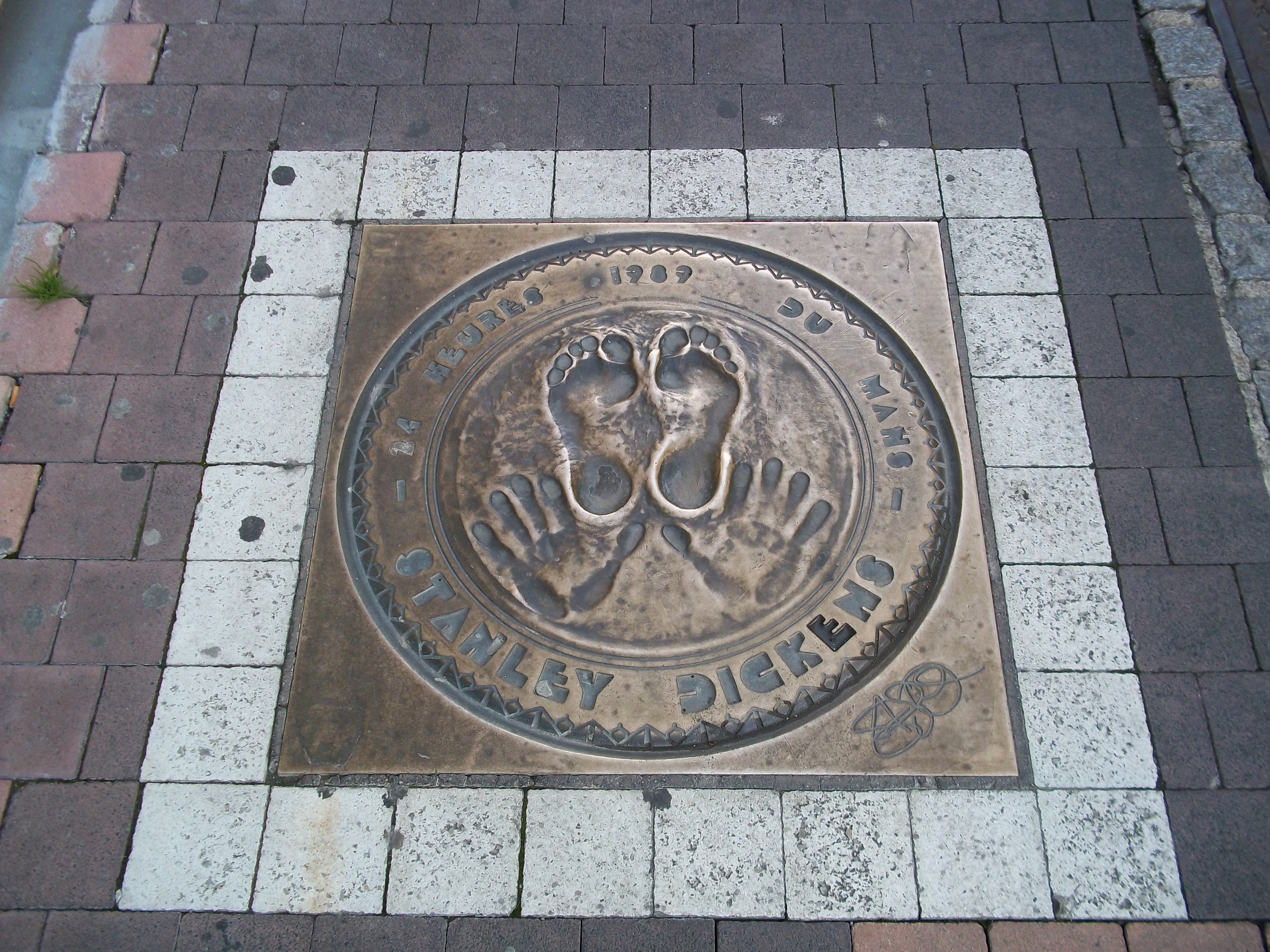
Stanley Dickens.
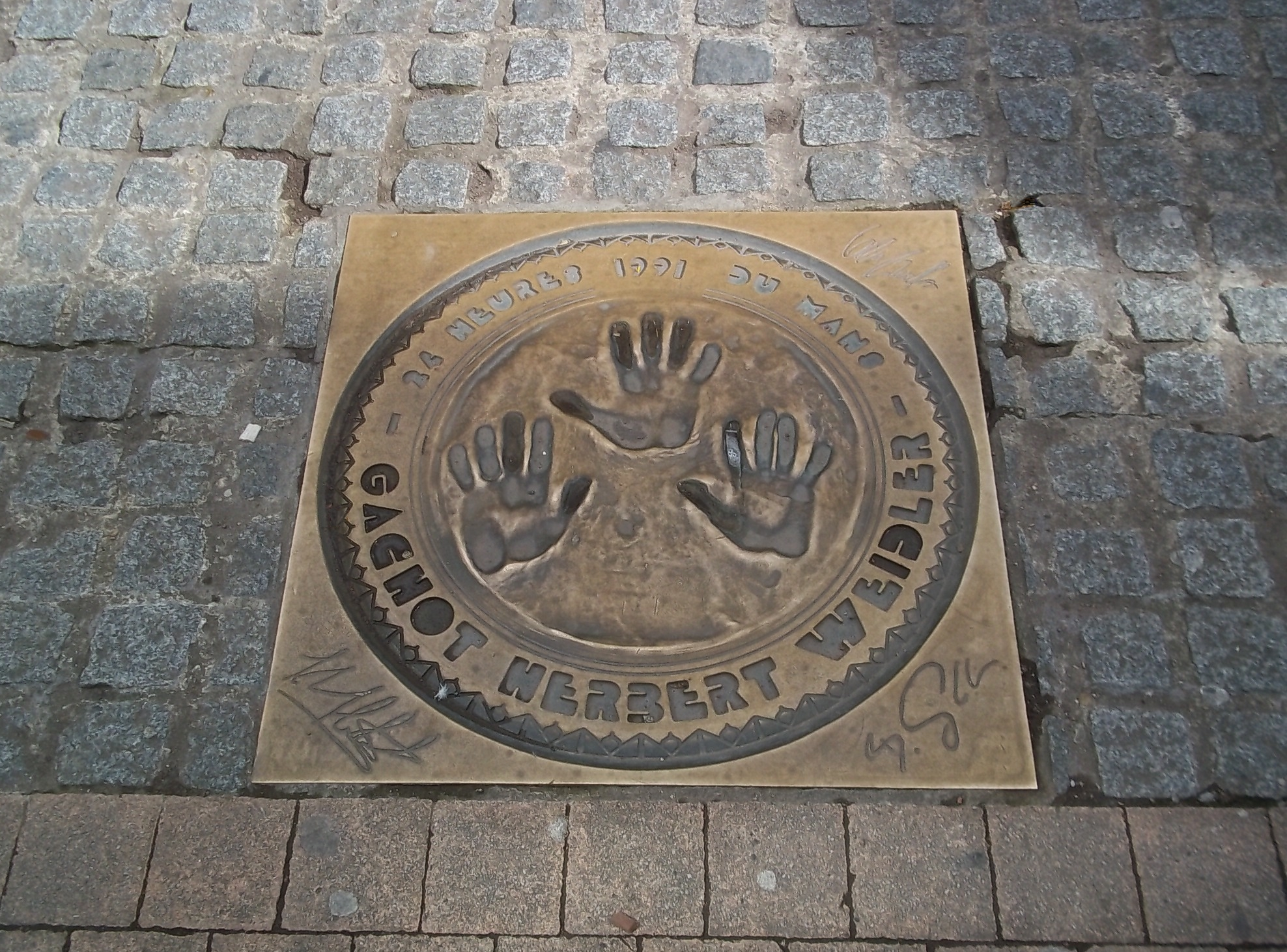
Les vainqueurs de 1991 : Bertrand Gachot, Johnny Herbert et Volker Weidler.